# Герб комуни Чепінг
Герб комуни Чепінг (швед. Köpings kommunvapen) — символ шведської адміністративно-територіальної одиниці місцевого самоврядування комуни Чепінг. 

## Історія
Від XIV століття місто Чепінг використовувало герб. Він був зафіксований на міській печатці 1378 року. 
Герб міста Чепінг отримав королівське затвердження 1940 року.   
Після адміністративно-територіальної реформи, проведеної в Швеції на початку 1970-х років, муніципальні герби стали використовуватися лишень комунами. Цей герб був 1971 року перебраний для нової комуни Чепінг.
Герб комуни офіційно зареєстровано 1974 року.

## Опис (блазон)
У золотому полі укорочений тонкий синій латинський хрест з перемичками вгорі стійки та на раменах.

## Зміст

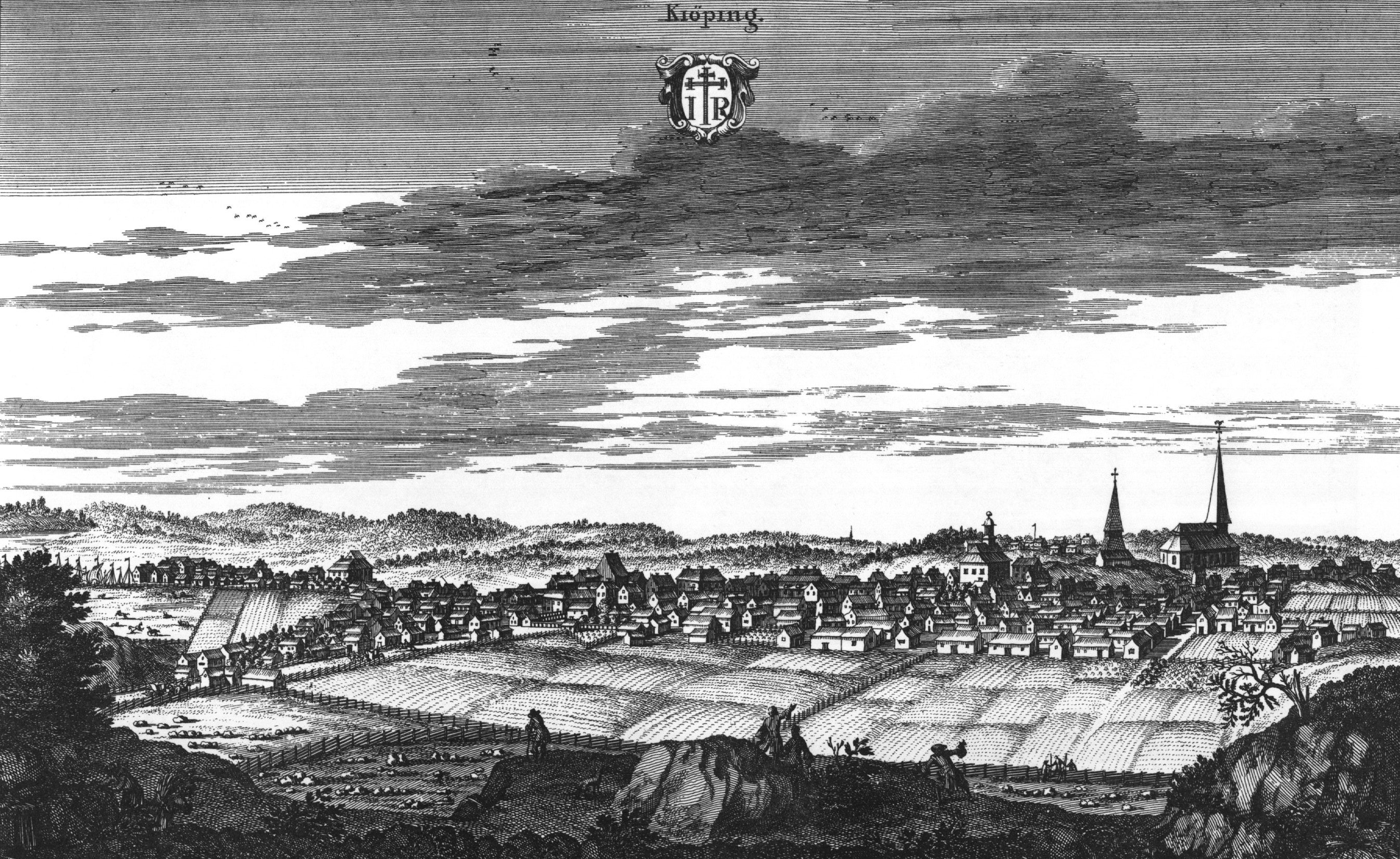
Герб на гравюрі з панорамою міста Чепінг (біля 1700 р.)

Сюжет герба відомий ще з печатки 1378 року. На цій печатці ще була літера «К», яка у пізніших варіантах герба не вживалася.